# Hollywood-revision
Hollywood-revision (også kendt som Hollywood bogføring) er den uigennemsigtige eller kreative bogføringsmetode, der bliver brugt i film-, video- og tv-induustrien til at budgettere og registrere profit for filmprojekter. Udgifterne kan pustes op for at reducere eller eliminere profitten i projektet, hvormed man reducerer det beløb som filmselskabet skal betale skatter og royalties af eller dele profitten med, da de er baseret på nettoindtjeningen. Eksempelvis kan et filmselskab leje kostumer fra sit datterselskab til deres egen produktion, og selv opjustere prisen på udlejningen, så den svarer til indtægterne for filmen, så profitten går i nul, mens datterselskabet får overskuddet, der så kan føres op i filmselskabet.
Hollywood-revision har sit navn fra sin udbredelse i underholdningsindustrien, dvs. filmstudier i Hollywood på et tidspunkt hvor størstedelen af studierne lå her. Dem som bliver påvirket af Hollywood-revision kan inkluderer manuskriptforfattere og skuespillere, men også produktionsselskaber, producerer og skabere. Adskillige kreative bogføringer er blev taget i retten og har resulteret i hundrede millioner dollars er blevet tildelt i til skadeslidte.

## Eksempler
Ifølge Lucasfilm har Return of the Jedi (1983) aldrig givet profit på trods af at have indspillet for $475 mio. mod et budget på $32,5 mio.
Manuskriptforfatteren Ed Solomon siger at Sony påstår at Men in Black (1997) aldrig har nået break even på trods af at have indspillet for næstne $600 mio. mod et budget på $90 mio.
Gone in 60 Seconds (2000) indspillede for $240 mio., men studiet erklærerede at de tabte $212 mio. primært som følge af Hollywood-revision ifølge NPR. The real figure is likely closer to $90 million.
Medskaberen af karakteren Spider-Man, Stan Lee, havde en kontrakt der gav ham ret til 10% af profitten på alt som er baseret på hans karakterer. Filmen Spider-Man (2002) indspillede for mere end $800 mio., men producerne påstår, at den aldrig skabte en profit, som defineret i Lees kontrakt, hvilket resulterede i, at han aldrig modtog nogle penge for filmen. I 2002 lagde han sagde af mod Marvel Comics. Sagen blev lukket i januar 2005, hvor Marvel betalte $10 mio. til "finansiere tidligere og fremtidige betalinger til Mr. Lee."
En kvittering fra Warner Bros. blev lækket online i 2010, der viste at den ekstremt succesfulde film Harry Potter og Fønixordenen (2007) endte med at give et tab på $167 mio. på trods af at have indspillet for næsten $1 mia. Dette er særligt besynderligt, da Wizarding World-filmserien er den tredje bedst-indtjenende filmserie nogensinde, justeret for inflation, efter Star Wars og Marvel Cinematic Universe. Harry Potter og Dødsregalierne - del 2 (2011) er stadig den bedst indtjenende film for Warner Bros. Hollywood-revisionen i Harry Potter-sagen inkluderer $60 mio. i renteudgifter på et budget på $400 mio. på 2 år – hvilket er en rente der er langt højere end industristandarden—samt høje gebyrer for distribution og reklame, der er blevet betalt til Warner Bros.' datterselskaber.
På trods af at have indspillet for $911 mio. mod et budget på $55 mio., så blev den biografiske film om Freddie Mercury Bohemian Rhapsody (2018) registreret som et tab på $51 mio. for studiet.
Den romantiske komedie Yesterday indspillede for $153 mio. med et budget på $26 mio., men ifølge Universal Pictures' revisionsdokumenter tabte filmen $87,8 mio.

## Yderligere læsning
- Fleming, Mike Jr. (6. juli 2010). "STUDIO SHAME! Harry Potter Pic Loses Money Because of Warner Bros' Net Profit Accounting". Deadline Hollywood. Hentet 27. juli 2013.
- Getlin, Josh (13. februar 2008). "Eaten alive in the studio jungle". Los Angeles Times. Arkiveret fra originalen 19. februar 2008. Hentet 27. juli 2013.
- Masnick, Mike (2. december 2009). "Warner Music's Royalty Statements: Works of Fiction". Techdirt. Hentet 27. juli 2013.
- Masnick, Mike (19. oktober 2012). "Hollywood Accounting: How A $19 Million Movie Makes $150 Million ... And Still Isn't Profitable". Techdirt. Hentet 27. juli 2013.
- Sparviero, Sergio (11. juni 2015). "Hollywood Creative Accounting: The Success Rate of Major Motion Pictures". Media Industries. 2 (1). doi:10.3998/mij.15031809.0002.102.
- Tyson, Jeff (2000). "How Movie Distribution Works". HowStuffWorks. Hentet 27. juli 2013.